# Percolozoa
Percolozoa es un grupo de protistas no coloreados, muchos de cuyos miembros pueden cambiar entre etapas ameboides, flageladas y quistes. La mayoría vive en el suelo, agua dulce o en las heces y unas pocas son marinas. Hay algunas formas parásitas, incluyendo la especie Naegleria fowleri, que puede llegar a ser patógena para los seres humanos y a menudo fatal. El grupo entero también se denomina Heterolobosea, pero este término se puede restringir para los miembros que tienen etapas ameboides. Se reconocen unas 150 especies en el grupo.

## Características
Los percolozoos son organismos heterótrofos, generalmente alimentándose de bacterias o en algunos casos de otros protistas. La mayoría viven en el suelo o en hábitats dulceícolas, aunque unos pocos son marinos. Algunos percolozoos se han adaptado a ambientes extremos, incluyendo halófilos, acidófilos, termófilos y anaerobios. Unas pocas especies son endobiontes facultativos o incluso parásitos de animales, tanto de invertebrados como vertebrados. Por ejemplo, Naegleria fowleri y Paravahlkampfia francinae, son capaces de parasitar a los seres humanos.
Los percolozoos se presentan en forma de amebas, flagelados, ameboflagelados y quistes. El ciclo vital usualmente alterna entre las etapas ameba, flagelado y quiste, aunque dependiendo de la especie, una o dos de las etapas son desconocidas. Es posible que las etapas que no se han observado en algunos grupos se hayan perdido secundariamente. Algunos grupos incluyen también agregados multicelulares (seudoplasmodios) y cuerpos fructíferos durante su ciclo vital. Sin embargo, a pesar con su similitud con organismos de otros filos, los detalles de la estructura celular y los análisis filogenéticos sitúan a Percolozoa en Excavata.

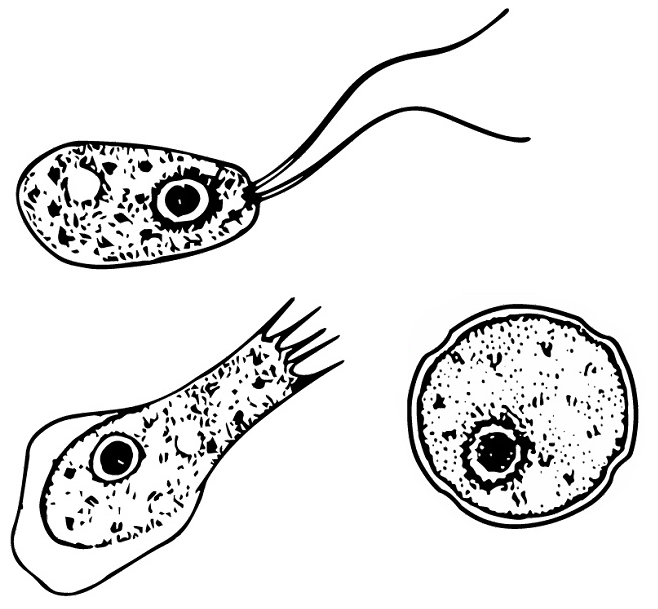
Diferentes etapas (flagelado, ameba, quiste) de Naegleria.

La etapa ameboide es muy similar a las amebas lobosas de Amoebozoa. Tiene forma aproximadamente cilíndrica, típicamente con una longitud de alrededor de 20-40 μm. Estas amebas se suelen mover en la forma de un cilindro alargado monopodial, con la ayuda de lobopodios eruptivos. En algunas especies la forma locomotiva es plana en vez de cilíndrica. En algunos casos se puede presentar subseudopodia. Tradicionalmente se han considerado amebas lobosas, pero no están relacionadas con ellas y al contrario que estas últimas no forman verdaderos lobopodios. En lugar de eso, avanzan por bombeos hemisféricos de citoplasma (lobopodios eruptivos) en el margen delantero de la célula. Esta etapa carece de un citostoma soportado por microtúbulos, que sin embargo suele estar presente en la etapa flagelada. Aun así, algunas especies son capaces de formar estructuras (amebastomas) que facilitan la fagocitosis.
La etapa flagelada es ligeramente más pequeña, con dos o cuatro flagelos anteriores a una boca o surco de alimentación. El aparato flagelar es ensamblado durante la conversión a la etapa flagelada, puesto que la etapa ameboide carece de flagelos. La mayoría tienen dos o cuatro flagelos, sin embargo algunas especies presentan más. El número de flagelos a veces es dependiente del individuo. El género Stephanopogon presenta múltiples flagelos y se parece superficialmente a un ciliado. Los flagelos son utilizados en la natación, para atraer el alimento o para fijarse al sustrato. La etapa ameboide se forma generalmente cuando el alimento es abundante, mientras que la flagelada se utiliza para una locomoción rápida. 
Muchos flagelados presentan un citostoma o surco de alimentación típico de los excavados. Este se puede abrir en posición ventral, anterior, subapical, etc. En muchos grupos el citostoma se ha modificado considerablemente. En algunos géneros, el citostoma se ha reducido, mientras que en otros hay cuatro, asociados a sus correspondientes núcleos, mastigontes y flagelos.
El quiste es la tercera etapa del ciclo vital de los percolozos. Es una etapa de reposo que permite conservar la especie cuando las condiciones son desfavorables. Sin embargo en muchas especies esta etapa no se ha observado. La pared celular del quiste consta de dos capas, ectoquiste y endoquiste, que unas veces están unidas, mientras que otras se distinguen fácilmente con el microscopio óptico.
La mayoría de las formas son uninucleadas, si bien existen especies que pueden ser multinucleadas durante parte de su ciclo vital. Algunos grupos como Acrasida forman cuerpos multicelulares mediante agregación y se asemejan a los mixomicetos de Dictyostelea. Estos son los únicos excavados multicelulares conocidos. Los esporocarpos pueden ser uniseriados, ramificados o globulados. Las células del esporocarpo maduro se diferencian en dos tipos: las células basales del tallo y las distales formadoras de esporas. A diferencia de Dictyostelea, en donde las células del tallo mueren, en Acrasida mantienen su viabilidad. 
No todas las especies presentan ambas formas, ameboides y flageladas. La etapa ameboide es desconocida en géneros tales como Lyromonas, Pharyngomonas, Pleurostomum, Percolomonas y Stephanopogon, mientras que en Vahlkampfia, Pseudovahlkampfia y Acrasida no se han observado etapas flageladas.

## Clasificación
Percolozoa comprende dos subfilos:
- Pharyngomonada. Incluye solo la familia Pharyngomonadidae, organismos fagotrofos que viven en hábitats hipersalinos con etapas ameboides, flageladas y quistes. La etapa flagelada presenta cuatro flagelos, estando los centrosomas de cada par organizados de forma ortogonal. La alimentación se realiza utilizando un surco de alimentación ventral con una prominente citofaringe.[4]

- Tetramitia. Comprende el resto de los percolozoos, divididos en unas ocho familias. Las etapas flageladas generalmente tienen cuatro flagelos, o dos por cinétida, con centrosomas paralelos, aunque Stephanopogon tiene numerosas monocinétidas. Este grupo incluye, entre otras, a las típicas amebas de las familias Vahlkampfiidae y Gruberellidae, además de los seudohongos de Acrasida.

Percolozoa está relacionado estrechamente con Euglenozoa, con los que comparten la inusual aunque no única característica de tener mitocondrias con crestas discoidales. La presencia de un surco de alimentación ventral en la etapa flagelada, así como otras características, justifican su clasificación en el supergrupo Excavata. 
Heterolobosea fue inicialmente definido como una clase de amebas por Page y Blanton en 1985, aunque sólo incluyeron las especies con etapas ameboides. Cavalier-Smith creó el filo Percolozoa para el grupo completo, añadiendo la clase Percolatea para incluir a los flagelados Percolomonas y Stephanopogon.

## Filogenia
Se ha obtenido la siguiente filogenia:

|  | Acrasida                                                          |
|  |                                                                   |
|  | \| \| Schizopyrenida (P) \| \| \| \| \| \| Percolatea \| \| \| \| |
|  |                                                                   |
|  | Schizopyrenida (P)                                                |
|  |                                                                   |
|  | Percolatea                                                        |
|  |                                                                   |

|  | Schizopyrenida (P) |
|  |                    |
|  | Percolatea         |
|  |                    |

|  | Acrasida                                                          |
|  |                                                                   |
|  | \| \| Schizopyrenida (P) \| \| \| \| \| \| Percolatea \| \| \| \| |
|  |                                                                   |
|  | Schizopyrenida (P)                                                |
|  |                                                                   |
|  | Percolatea                                                        |
|  |                                                                   |

|  | Schizopyrenida (P) |
|  |                    |
|  | Percolatea         |
|  |                    |

|  | Acrasida                                                          |
|  |                                                                   |
|  | \| \| Schizopyrenida (P) \| \| \| \| \| \| Percolatea \| \| \| \| |
|  |                                                                   |
|  | Schizopyrenida (P)                                                |
|  |                                                                   |
|  | Percolatea                                                        |
|  |                                                                   |

|  | Schizopyrenida (P) |
|  |                    |
|  | Percolatea         |
|  |                    |

|  | Acrasida                                                          |
|  |                                                                   |
|  | \| \| Schizopyrenida (P) \| \| \| \| \| \| Percolatea \| \| \| \| |
|  |                                                                   |
|  | Schizopyrenida (P)                                                |
|  |                                                                   |
|  | Percolatea                                                        |
|  |                                                                   |

|  | Schizopyrenida (P) |
|  |                    |
|  | Percolatea         |
|  |                    |

## Galería

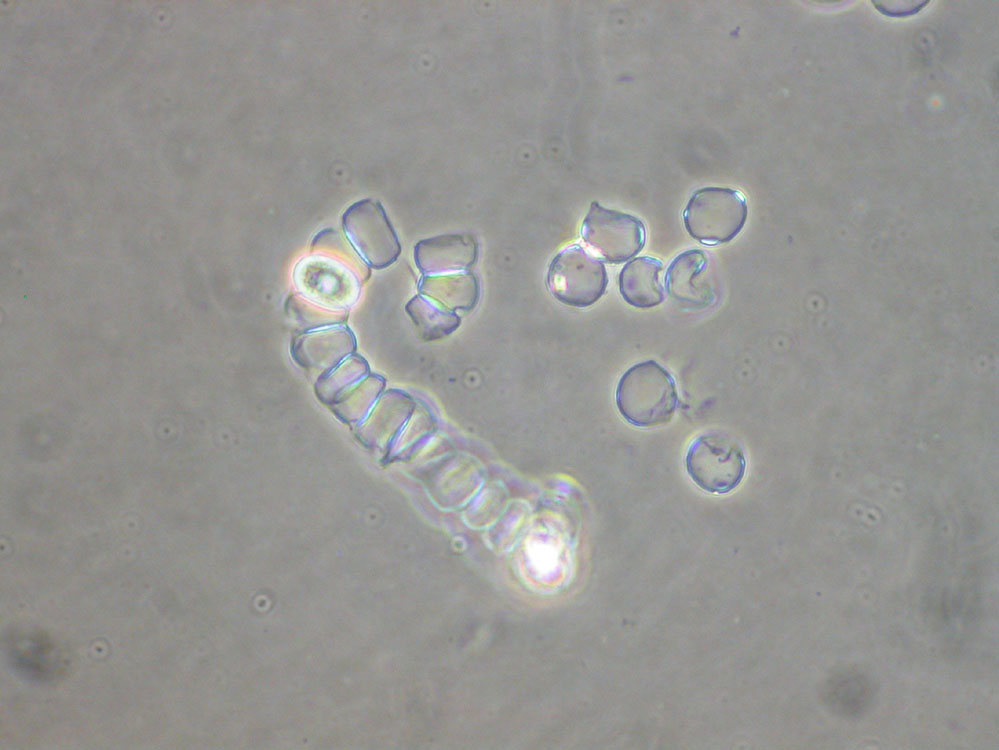
Agregados de Acrasis rosea (Acrasida)
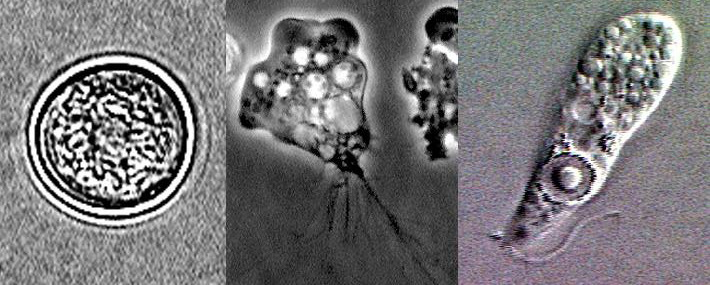
Quiste, flagelado y ameba de Naegleria fowleri (Schizopyrenida)
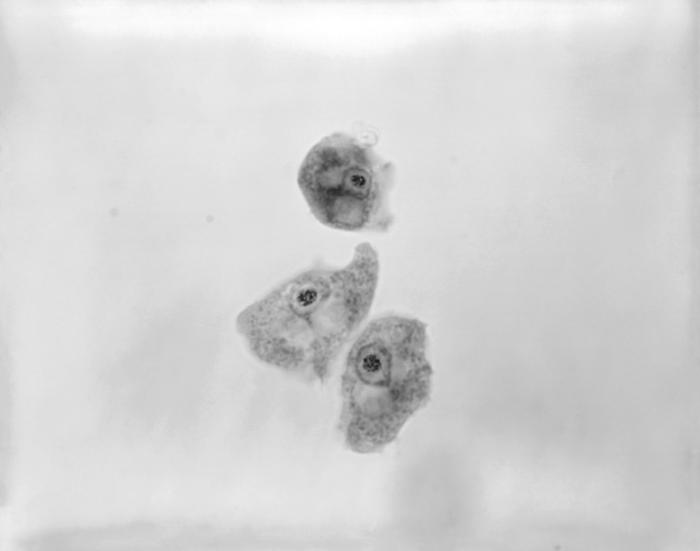
Naegleria gruberi (Schizopyrenida)
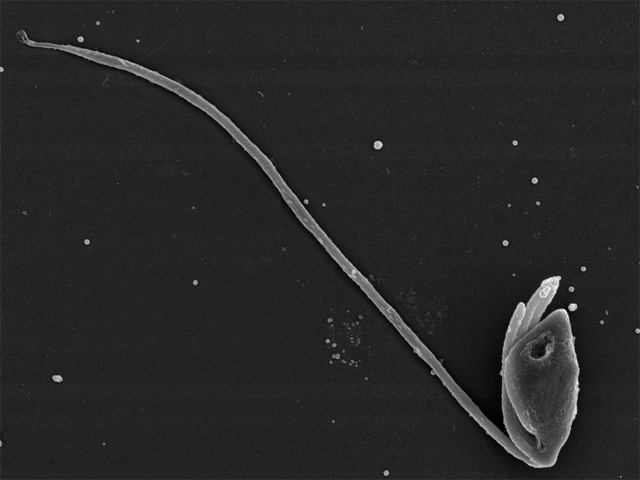
Percolomonas (Percolomonadida)
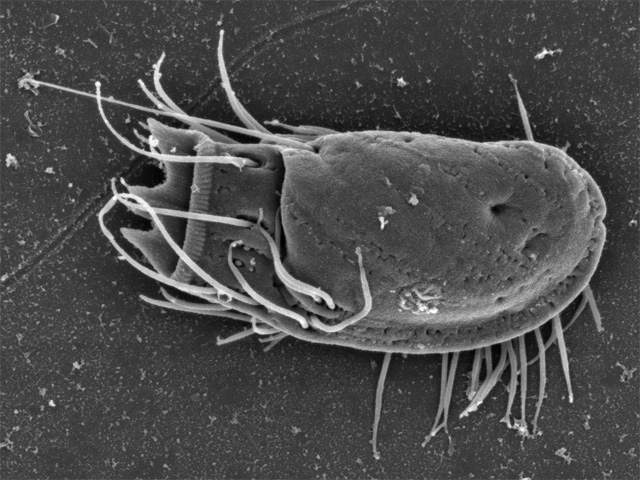
Stephanopogon (Pseudociliatida)